# Chirbet Beit Lehi

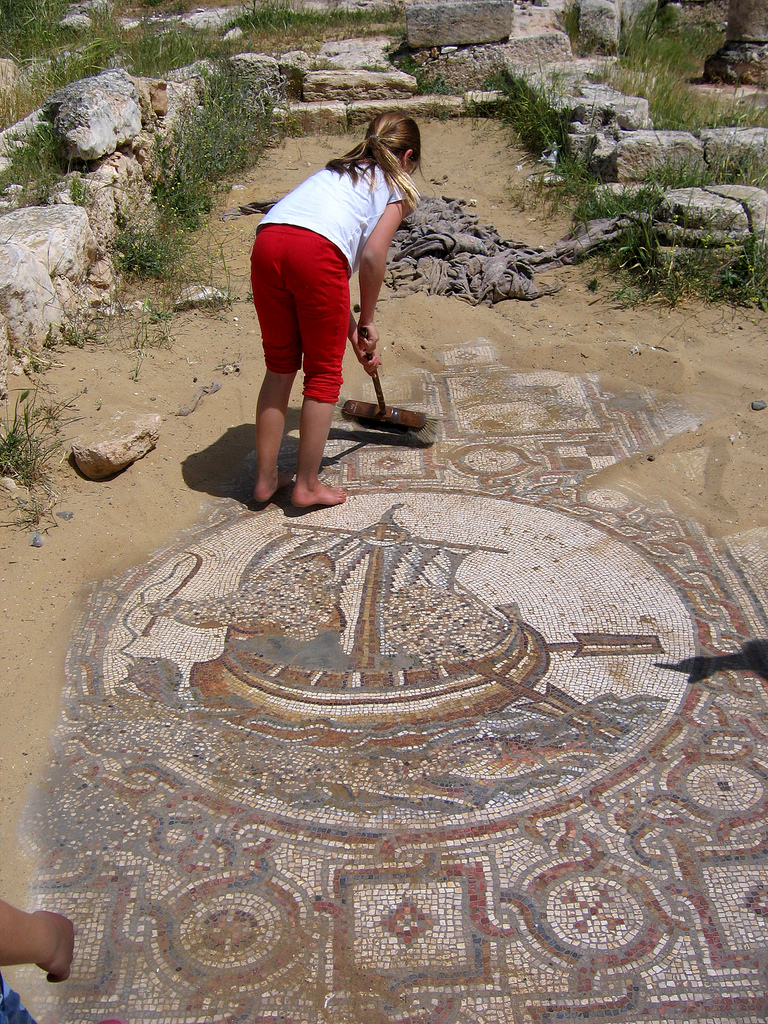
Mozaika na posadzce bizantyjskiego kościoła

Chirbet Beit Lehi, Chirbet el-lei (hebr. חירבת בית לחי) – tell, stanowisko archeologiczne znajdujące się na nizinie Szefela w Izraelu na wysokości 400 m n.p.m. w odległości 16 kilometrów na południowy zachód od Hebronu.

## Badania archeologiczne
Chirbet Beit Lehi jako pierwszy badał Robert MacAlister z Palestine Exploration Fund, który znalazł wykutą w skale kaplicę oraz jaskinie grobowe. Starożytny kompleks miejsc pochówku pochodzący z epoki żelaza został odkryty we wschodniej części terenu podczas budowy drogi w 1961 roku. Miejsce to stało się celem ekspedycji archeologicznej zorganizowanej przez Urząd Starożytności Izraela pod kierownictwem Josepha Naveha z Uniwersytetu Hebrajskiego w Jerozolimie.
Stanowisko archeologiczne to jaskinia składająca się z trzech komór grobowych wykutych w wapiennej skale. Znaleziono w niej osiem szkieletów leżących na wapiennych półkach po bokach komór. W jaskini znaleziono również pierścionek, kolczyki i tablicę z brązu zawierającą wyrzeźbione rysunki i napisy. Rysunki i inskrypcje zostały wyrzeźbione na skałach jaskini. Niektóre jaskinie zostały splądrowane w jakimś momencie a analiza wykazała, że należą do osób pochowanych w innej grupie nie związanej z grupą pierwszą.
Rysunki na skałach przedstawiają trzy postacie ludzkie, dwa statki oraz dwie inne figury, które mogą przedstawiać obozowisko i namiot. Trzy rysunki przedstawiają postacie ludzkie: mężczyznę trzymającego, coś co może być lirą, mężczyznę podnoszącego broń być może w geście modlitewnym oraz człowieka posiadającego nakrycie głowy. Na innej ścianie zostały narysowane dwa żaglowce. Obecność statków prowadzi do wniosku, że komory te były ponownie używane przez izraelskich uchodźców prawdopodobnie Lewitów uciekających przed chaldajską armią za panowania Nabuchodonozora II w VI wieku p.n.e. Rysunki statków są częstym motywem komór grobowych na starożytnym Bliskim Wschodzie.
W latach 1972 i 1973 miejsce było badane przez Yehudę Dagana. Badanie to wykazało, że miejsce było zasiedlone w okresie hellenistycznym, co najmniej do okresu Mameluków. Nie znaleziono artefaktów z epoki żelaza. Liczne wyciosane podziemne instalacje, w tym kamieniołomy, kolumbaria, tłocznie oliwne, cysterny wodne zarówno widoczne jak i ukryte są przypisane do okresu hellenistycznego lub rzymskiego.
Pomiędzy rokiem 1979 a 1983 jaskinie badał Yotam Tepper i Y. Shahar.
W latach 1983 i 1986 Joseph Patrich oraz Yoram Tsafrir z ramienia Instytutu Archeologii Uniwersytetu Hebrajskiego w Jerozolimie wykopali na stanowisku bizantyjski kościół, tłocznie oliwy i wina oraz znajdującą się w pobliżu grotę grobową. Uważa się, że kościół został zbudowany około 500 roku n.e. a funkcjonował jeszcze w VIII wieku. Kompleks kościoła znajdował się na obrzeżach wsi. Mozaika znajdująca się na podłodze kościoła reprezentuje sztukę obrazoburczą, później poprawioną.
Wykopaliska stanowiska zostały wznowione w 2005 roku pod kierunkiem Orena Gutfelda z ramienia  Instytutu Archeologii Uniwersytetu Hebrajskiego w Jerozolimie.

## Inskrypcje hebrajskie

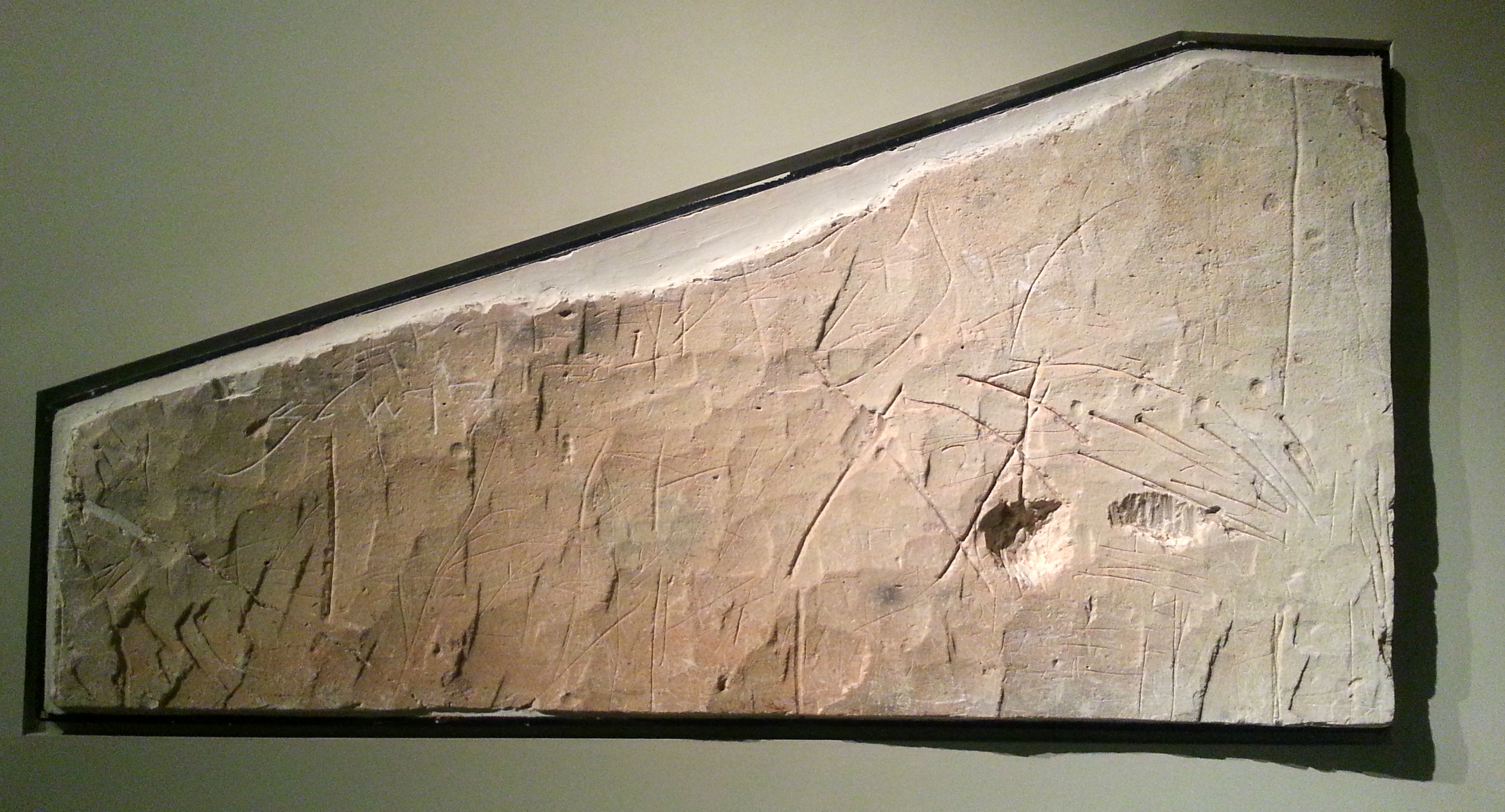
Inskrypcja A z imieniem Bożym JHWH oraz nazwą Jerozolima

W różnym stanie zachowało się siedem inskrypcji zawierających teksty biblijne. Stan w jakim się te inskrypcje znajdują powoduje spór o to jak należy je czytać. Inskrypcja w której pojawiają się słowa יהוה (JHWH) oraz ירשלם (JRSZLM, Jerozolima) jest przez Josepha Naveha datowana na VI wiek p.n.e.
יהוה אלהי כל הארץ, הרי יהד לו לאלהי ירשלם, המוריה אתה חננת נוה יה יהוה
Wzmianka o Jerozolimie jest najstarszym tekstem hebrajskim zawierającym taką pisownię nazwy tego miasta.